# Etapa Departamental de Lima 2025
La Etapa Departamental de Lima de la Copa Perú 2025 o Liga Departamental de Lima 2025 es la 55ª edición de la competición futbolística limeña.

## Sistema de juego
Participan 22 equipos que se clasificaron mediante sus distintas ligas provinciales. En la presente edición, los mejores tres equipos de cada provincia de Lima, accederán a la etapa departamental. En el caso especial de la provincia de Huaura, se le otorga cuatro cupos.
Todos los equipos comienzan desde la fase 1 hasta la fase 4, emparejándose en llaves de dos equipos en partidos de ida y vuelta, a excepción de la final que se juega a partido único en cancha neutral. Los dos equipos que lleguen a la final, avanzan a la etapa nacional de la Copa Perú, además de disputarse el título del campeonato.

## Participantes

### Localización
El departamento de Lima está dividido en 10 provincias, de las cuales 7 estarán representados en el campeonato; las provincias de Lima, Huaura, Canta, Barranca, Huaral y Huarochirí contaron con tres representantes. En cambio Cañete contaron con cuatro representantes. 
Las provincias de Cajatambo, Oyón y Yauyos no contaron con representantes debido a inactividad en sus ligas provinciales.

### Clasificados[3]

#### Lima
- FBC Juniors de América
- Deportivo El Sol
- Defensor Lubricantes

#### Huaura
- Sport Andahuasi
- Sport Humaya
- Real Independiente

#### Huaral
- Asa FC
- Deportivo Palpa
- Vasco de Gama

#### Canta
- Real Sport Morales
- Estudiantil Sangrar
- San Antonio de Santa Rosa de Quives

#### Cañete
- Bella Esperanza
- Atlético Independiente
- Deportivo San Luis
- Real Huarcos

#### Huarochirí
- Club Oyotún
- DIM
- Sport Santos

#### Barranca
- Juventud Huracán de Supe
- Unión Supe
- Cerro Blanco

## Octavos de final
Los clubes clasificados a los octavos de final son:
- Sport Andahuasi
- Deportivo Palpa
- Bella Esperanza
- Sport Humaya
- Real Huarcos
- ASA FC
- Independiente Cerro Blanco
- Juventud Huracán de Supe
- Unión Supe
- Real Sport Morales
- Club Oyotún
- Defensor Lubricantes
- Atlético Independiente
- Deportivo San Luis
- San Antonio de Santa Rosa de Quives

## Cuartos de Final
Los resultados finales en los cuartos de final son:
- Real Huarcos 1-0  Sport Humaya | Global: 2-1
- Bella Esperanza 2-2  ASA FC  | Global: 2-3
- Deportivo San Luis 1(2)-0(4)  Juventud Huracán de Supe | Global: 1-1
- Sport Andahuasi  1-0  Independiente Cerro Blanco | Global: 2-1

## Semifinal
Los equipos clasificados a la etapa semifinal de la liga departamental limeña fueron:
- Juventud Huracán de Supe
- ASA FC
- Sport Andahuasi
- Real Huarcos